# Virgin Rocks
De Virgin Rocks ("Maagdenrotsen") zijn een reeks rotsruggen op de Grand Banks van Newfoundland die vlak onder het oceaanoppervlak liggen, op 175 km ten oosten van Cape Race. Ze reiken tot op 3,6 m van het wateroppervlak en vormen een navigatiegevaar voor zeeschepen in de Noord-Atlantische Oceaan.

## Geschiedenis
De rotsen werden voor het eerst vermeld door de Portugese cartograaf Jorge Reinel ca. 1516–1522. De omgeving er rondom stond reeds vlug bekend als goede visgrond in de tijd van de schoenervisserij.
In juni 1964 werd er een expeditie naar de rotsen opgezet door het provinciebestuur van Newfoundland en de Memorial University of Newfoundland. Een groep duikers onderzocht de tientallen rotsen en plaatste een plakkaat op 19 meter diepte. Het was de eerste keer dat mensen voet zetten op de Grand Banks.

## In populaire cultuur
De Virgin Rocks worden vermeld in het boek Captains Courageous van Rudyard Kipling uit 1897. Ze maken ook hun opwachting in de verfilming van dat boek uit 1937.